# Pietro Ziani (doge)
Pour les articles homonymes, voir Pietro Ziani et Ziani.
Pietro Ziani, mort le 13 mars 1229, est le 42e doge de Venise, élu en 1205.
Pietro Ziani est le fils du doge Sebastian Ziani et un éminent homme état. Pour son élection, il prend le risque de provoquer une guerre avec son opposant mais il réussit à résoudre la situation en sa faveur. Homme de poigne, digne successeur du doge Enrico Dandolo, il abdique en février 1229 et il se retire, jusqu'à sa mort, dans un monastère.

## Biographie
Pietro Ziani est issu d'une très riche famille ; rapidement, il entreprend une importante carrière politique qui le fait élire podestat, il est par ailleurs comte, conseiller ducal, chef d'armée.
Sa grand compétence et sa noblesse d'esprit le mettent en avant, lui permettant d'acquérir du prestige et de l'influence. Avec les années, sa réputation d'homme sage et pondéré croit et il est souvent appelé à réconcilier les partis qui s'opposent. Il épouse Maria Baseggio (1180-1209), puis Constanza de Hauteville (°1178), fille du roi Tancrède de Sicile. Il a un fils et deux filles.

## Le dogat
Le doge Dandolo meurt à Constantinople en mai 1205, mais la nouvelle arrive à Venise seulement en août. C'est alors que Pietro Ziani, qui vient de prendre le titre de comte d'Arbe, est élu.
Sous son règne s'organisent progressivement les rapports entre la métropole de Venise et les nouveaux territoires annexés lors de la conclusion de la croisade. Entre 1207 et 1210, Corfou, Modon, Coron et l'île de Crète font partie intégrante des territoires vénitiens de la Méditerranée orientale.
Ziani réorganise la ville ainsi que l'administration judiciaire, instituant de nouvelles magistratures. Venise se transforme d'une puissante cité-État en empire maritime.
En 1214, Venise est en guerre avec Padoue qu'elle vainc sans difficultés diplomatiques en raison surtout des accords commerciaux et politiques avec l'empereur Frédéric II et du pape.
Le dogat se passe assez tranquillement même si, au cours des dernières années, le doge montre toujours moins d'intérêt pour la vie politique, peut-être en raison de son âge. En février 1229, volontairement ou non, comme certains le suggèrent, il décide d'abdiquer. À l'image de son père, Sebastian, il prend la décision de se retirer dans le couvent de Saint-Georges-le-Majeur, où il meurt le 13 mars suivant. Selon certains, la preuve de sa destitution est le fait qu'il refuse de rencontrer son successeur, Jacopo Tiepolo qui est élu le 6 mars, n'en reconnaissant pas la légitimité.